# Jerzy Pawłowski (szermierz)

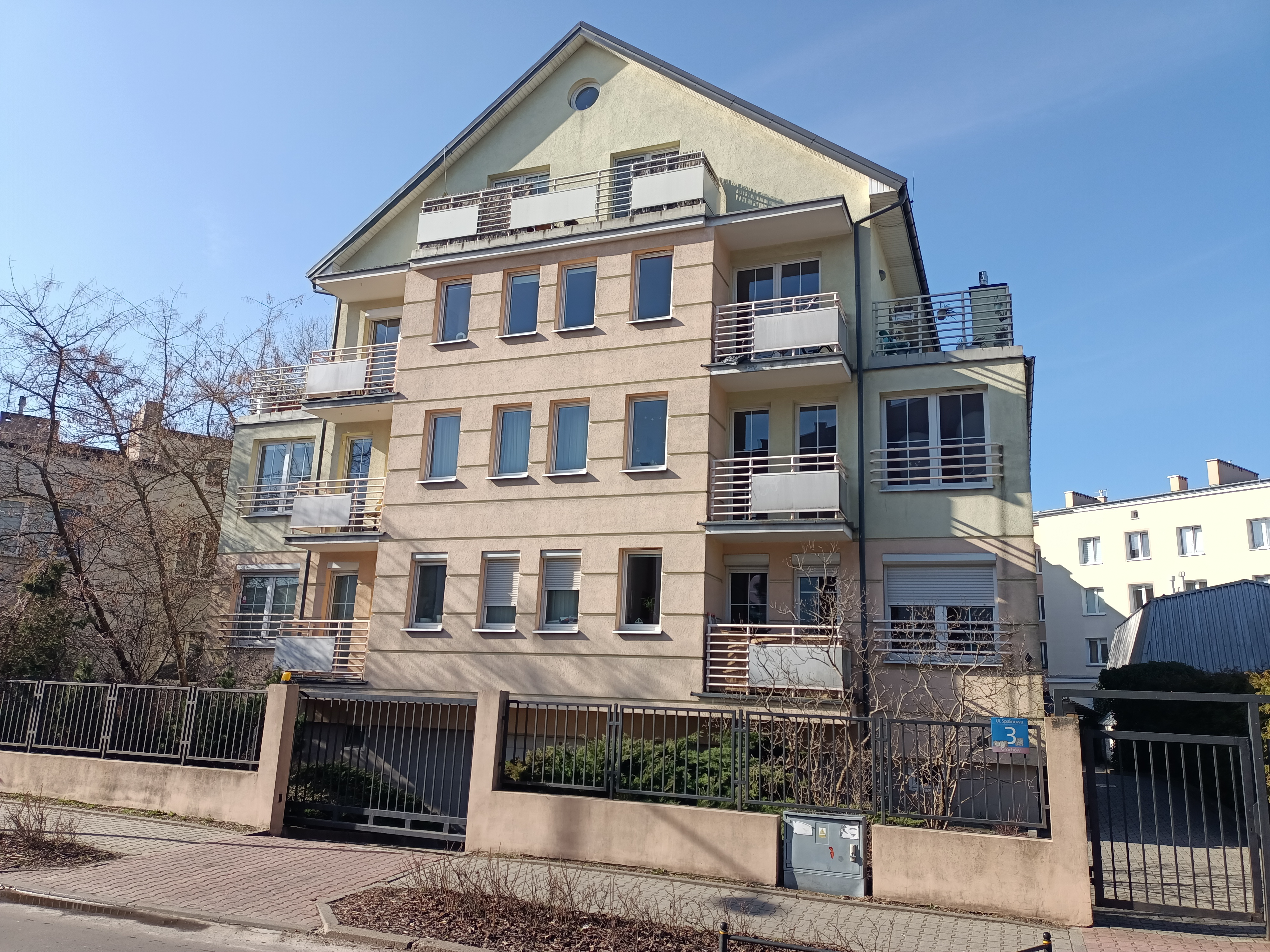
Dom w którym mieszkał olimpijczyk i szpieg CIA Jerzy Pawłowski

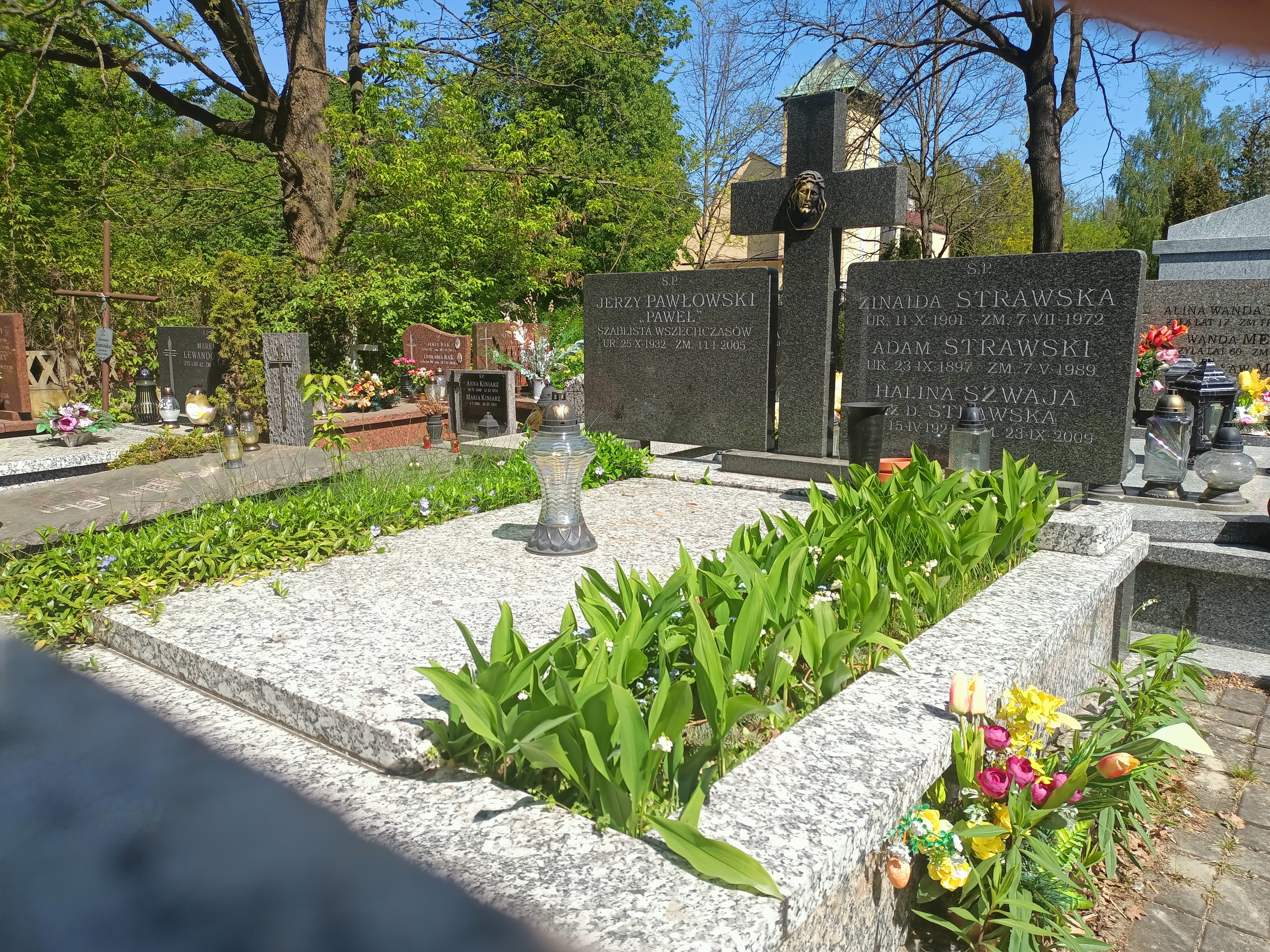
Grób Jerzego Pawłowskiego na Cmentarzu w Aleksandrowie Falenicy

Jerzy Władysław Pawłowski (ur. 25 października 1932 w Warszawie, zm. 11 stycznia 2005 tamże) – polski szermierz, szpieg i malarz. Pięciokrotny medalista igrzysk olimpijskich i wielokrotny medalista mistrzostw świata. 

## Życiorys
Urodzony w rodzinie o tradycjach patriotycznych, ojciec był żołnierzem AK. Brał udział w Powstaniu Warszawskim dostarczając powstańcom żywność i papierosy. Podczas ewakuacji w okolicach stadionu Legii Warszawa stracił oko. Ukończył liceum ogólnokształcące, a potem studia na Wydziale Prawa Uniwersytetu Warszawskiego.

## Kariera sportowa
Podczas rozkopywania okopów znalazł oficerską szablę. Następnie w 1948 słuchał relacji z olimpiady w Londynie. 9 maja 1949 rozpoczął trening szermierki w klubie ZKS Ogniwo. W 1950 roku podczas mistrzostw Polski zdobył tytuł wicemistrza przegrywając w finale z Marianem Suskim. W 1952 został powołany do wojska i zaczął trenować w CWKS. Tam trafił w ręce węgierskiego trenera Janosa Keveya. W tym samym roku zdobył mistrzostwo Polski we florecie. Podczas jednej z walk pokonał przedwojennego olimpijczyka Antoniego Sobika i wystartował w igrzyskach olimpijskich w Helsinkach. Indywidualnie odpadł w grupie ćwierćfinałowej, zaś drużynowo zajął miejsca 5.–8.. W 1956 na igrzyskach w Melbourne zdobył dwa srebrne medale w turnieju szablistów – indywidualnie i drużynowo (wraz z Marianem Kuszewskim, Zygmuntem Pawlasem, Andrzejem Piątkowskim, Wojciechem Zabłockim i Ryszardem Zubem). W 1957 został pierwszym polskim indywidualnym mistrzem świata w szermierce, zwyciężając na mistrzostwach świata w Paryżu. W 1959 na mistrzostwach świata w Budapeszcie walnie przyczynił się do zdobycia przez Polskę pierwszego tytułu drużynowych mistrzów świata dzięki swemu pamiętnemu zwycięstwu nad Węgrem Rudolfem Kárpátim. W 1960 na igrzyskach w Rzymie zdobył wraz z drużyną srebrny medal w szabli (skład: Pawłowski, Kuszewski, Piątkowski, Zub, Zabłocki, Emil Ochyra). W 1961 na mistrzostwach świata w Turynie indywidualnie zajął 4. miejsce, a drużynowo zdobył tytuł mistrza świata.  W 1964 na igrzyskach w Tokio zdobył drużynowo brązowy medal. Rok 1968 to złoty medal w szabli indywidualnie w igrzyskach olimpijskich w Meksyku.
Poza igrzyskami olimpijskimi zdobył także 19 medali mistrzostw świata, w tym siedmiokrotnie złoty (1957, 1965, 1966 – indywidualnie oraz 1959, 1961, 1962, 1963 – drużynowo). Był także 14-krotnym mistrzem Polski w szabli i florecie. W 1967 Międzynarodowa Federacja Szermiercza uznała go za szablistę wszech czasów. W latach 1970–1974 pełnił funkcję prezesa Polskiego Związku Szermierczego. W tym okresie ukończył też studia prawnicze na Wydziale Prawa Uniwersytetu Warszawskiego.
Na początku 1952 otrzymał tytuł mistrza sportu. Dwukrotnie (1957 i 1968) w Plebiscycie Przeglądu Sportowego został uznany najlepszym sportowcem roku w Polsce.
Pochowany na cmentarzu w Falenicy, w której spędził ostatnie lata życia.

## Działalność szpiegowska
Agent (ówczesna nazwa TW) UBP (Papuga) i TW Zarządu II SG WP (Szczery).
Od 1964 agent wywiadu CIA (Paweł). Zwerbowany podczas pobytu w USA, przekazywał Amerykanom głównie informacje personalne i towarzyskie o osobach z kręgów polityczno-wojskowych. W 1975 został w Polsce aresztowany pod zarzutem szpiegostwa na rzecz USA (według niego sam zgłosił fakt współpracy do polskich organów ścigania). 8 kwietnia 1976 został za to skazany na karę 25 lat więzienia, utratę praw publicznych na 10 lat i zdegradowanie do stopnia szeregowca (z majora) oraz pozbawienie Krzyży Kawalerskiego i Oficerskiego Orderu Odrodzenia Polski i innych odznaczeń. Po odbyciu 10 lat kary został zwolniony w drodze ułaskawienia, w ramach wymiany szpiegów pomiędzy CIA a KGB na moście Glienicke pomiędzy Poczdamem a ówczesnym Berlinem Zachodnim w 1985. Miał być wówczas wymieniony m.in. za wywiadowcę SB Mariana Zacharskiego. J. Pawłowski zdecydował się jednak pozostać w Polsce.
Po zwolnieniu z więzienia powrócił do amatorskiego uprawiania szermierki – zawodowego uprawiania zabroniły mu władze sportowe. Pod koniec życia zajął się malarstwem – głównie pejzażowym, a także bioenergoterapią. Napisał książki: Trud olimpijskiego złota (Warszawa 1973) i Najdłuższy pojedynek. Spowiedź szablisty wszech czasów – agenta CIA.

## Życie prywatne
Był dwukrotnie żonaty. Z aktorką Teresą Szmigielówną miał syna Piotra (zm. 2021) kajakarza, a z drugą żoną – Iwoną, syna Michała. Jego wnukami są aktorzy Stefan i Józef Pawłowscy.

## Upamiętnienie
W 2007 powstał spektakl Teatru Telewizji pt. Kryptonim Gracz (scen. i reż. Agnieszka Lipiec-Wróblewska), dotyczący życia (głównie pozasportowego) Jerzego Pawłowskiego. Jego premiera odbyła się 28 stycznia 2008. W rolę głównego bohatera wcielił się Zbigniew Zamachowski.
2 lipca 2017 został uhonorowany gwiazdą w Alei Gwiazd Sportu we Władysławowie.